# Neurit

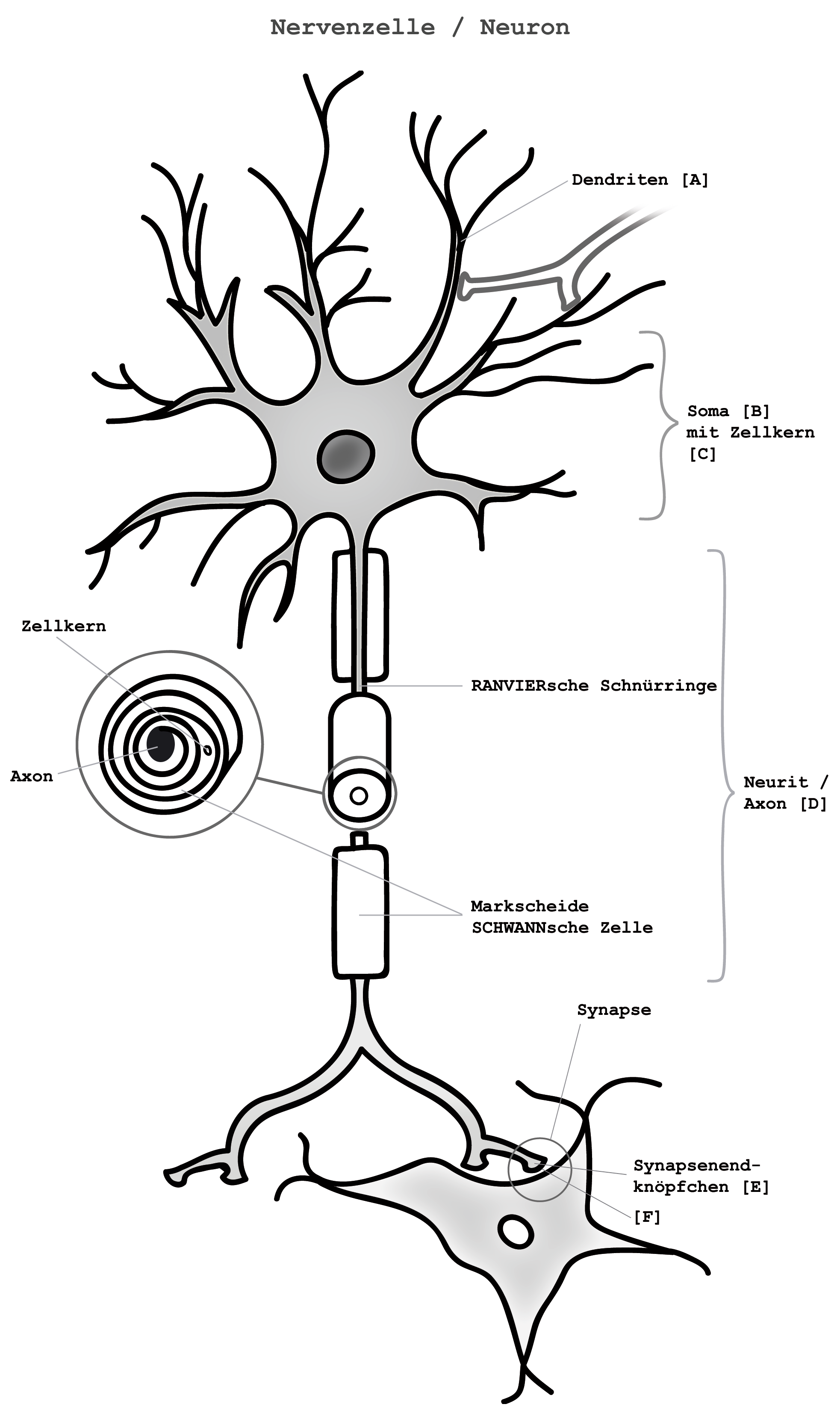
Schema einer multipolaren Nervenzelle mit mehreren Dendriten und einem Neuriten, der von Gliazellen (hier Schwann-Zellen) umhüllt als Axon in einer Myelinscheide liegt.

Die Bezeichnung Neurit kann im deutschen Sprachgebrauch für unterschiedliche Begriffe verwendet werden, wobei in jedem Fall der efferente Zellfortsatz eines Neurons im Begriffsumfang enthalten ist.
Der zugrunde liegende Begriff Neurit fasst den einzigen Fortsatz eines Neurons, mit dem es eine Erregung vom Zellkörper fort (efferent) an ausgewählte Zellen weiterleiten kann, gleich ob dieser Nervenzellfortsatz in einer Umhüllung verläuft oder nicht. In der Umhüllung durch Gliazellen wird ein Neurit auch als Achsenzylinder oder Axon bezeichnet; Axon plus Gliahülle bilden gemeinsam eine Nervenfaser. Ein Axon wird myelinisiert genannt, wenn diese Hülle als Myelinscheide ausgebildet ist, so bei markhaltigen Nervenfasern. Da die allermeisten Neuriten im Verlauf von Glia umhüllt werden, können die Bezeichnungen Neurit und Axon nahezu synonym verwendet werden.
Der Neurit geht am Ursprungskegel (Axonhügel) aus dem Perikaryon genannten Bereich des Zellkörpers (Soma) eines Neurons hervor, kann Seitenäste als Kollateralen abgeben und sich mit einem Endbäumchen (Telodendron) aufzweigen in mehrere präsynaptische Endigungen (Axonterminalen). Außer dem Neuriten treten bei multipolaren, bipolaren und pseudounipolaren Neuronen Zellfortsätze auf, die als Dendriten unterschieden werden.
Bei bipolaren Nervenzellen können deren zwei Fortsätze auch als dendritisches Axon bzw. neuritisches Axon bezeichnet werden. Bei pseudounipolaren Nervenzellen wird der Begriff Neurit oft weiter gefasst für beide (ähnlich aufgebauten und gliaumhüllt verlaufenden) Fortsätze oder Ausläufer verwendet; so werden diese bei den Neuronen der sensiblen Hirnnerven- und Spinalganglien öfters auch peripherer bzw. zentraler Neurit genannt. In diesem Fall ist der periphere – dem dendritischen einer bipolaren Nervenzelle entsprechende – Ausläufer mitunter deutlich länger als der zentrale Neurit.
Des Weiteren steht Neurit ebenfalls für aussprossende Fortsätze sich entwickelnder Neuronen des Neuroepithels oder haarähnliche Zellfortsätze von Neuronen in Zellkulturen. Diese Fortsätze können sich später differenzieren oder wieder zurückgebildet werden. In diesem Sinn kann die Benennung Neurit gelegentlich aufgefasst werden als Überbegriff für Nervenzellfortsätze.